# 旺多姆亭楼

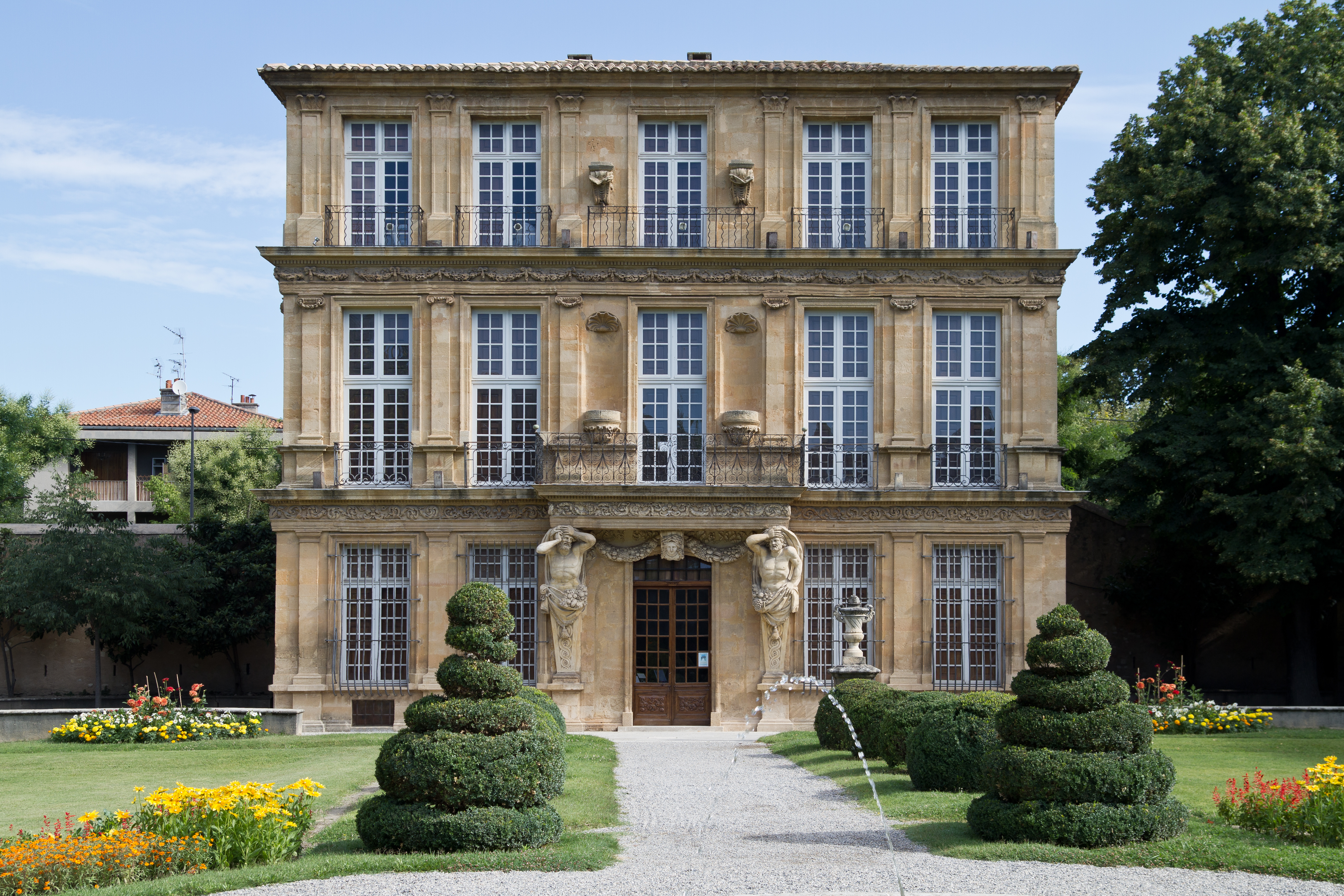
旺多姆亭楼

旺多姆亭楼（Pavillon Vendôme）是一座历史悠久的建筑，周围环绕着一座法式园林，位于法国普罗旺斯地区艾克斯的塞洛尼街（rue Celony ）32号。

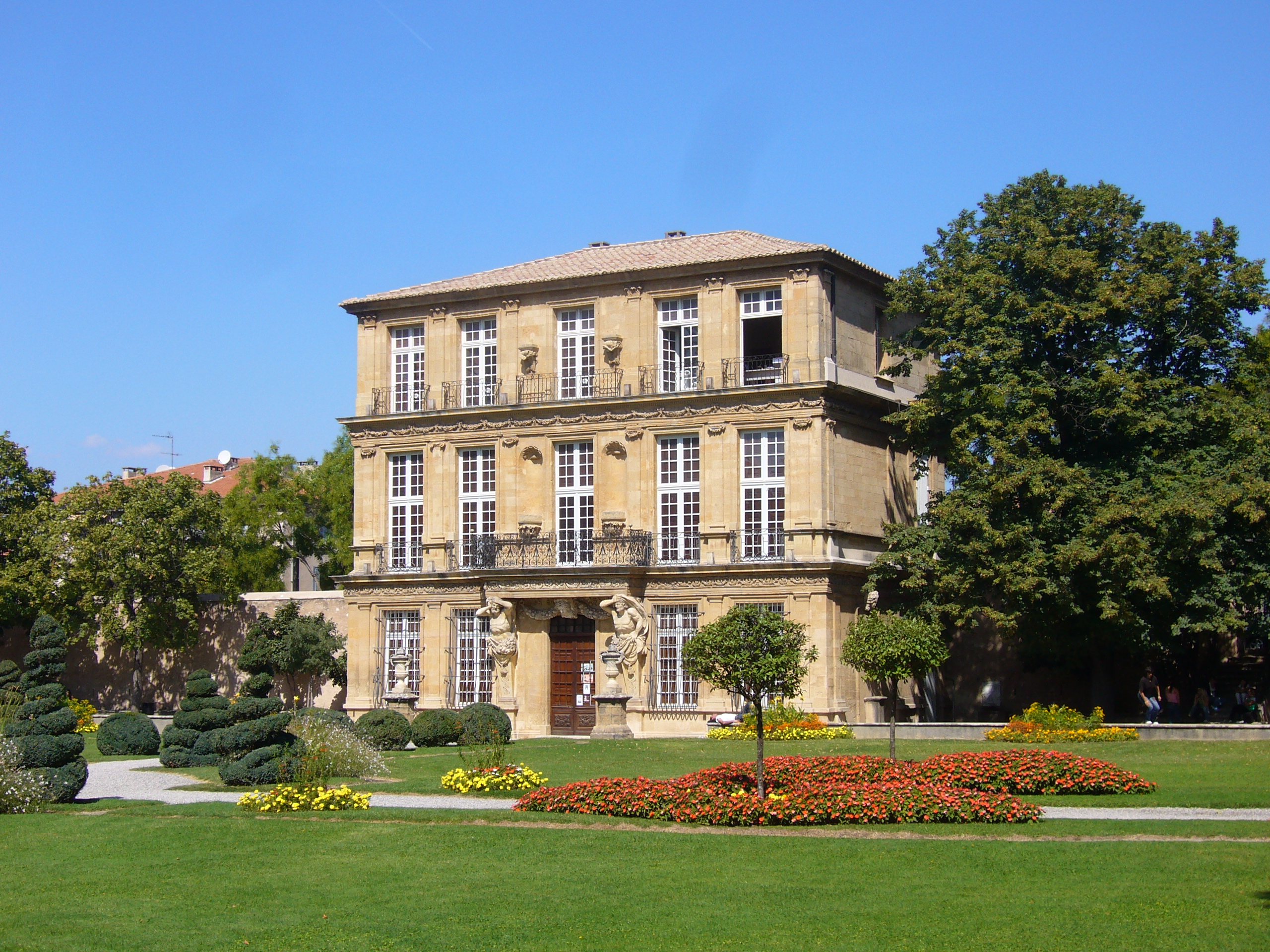
旺多姆亭楼

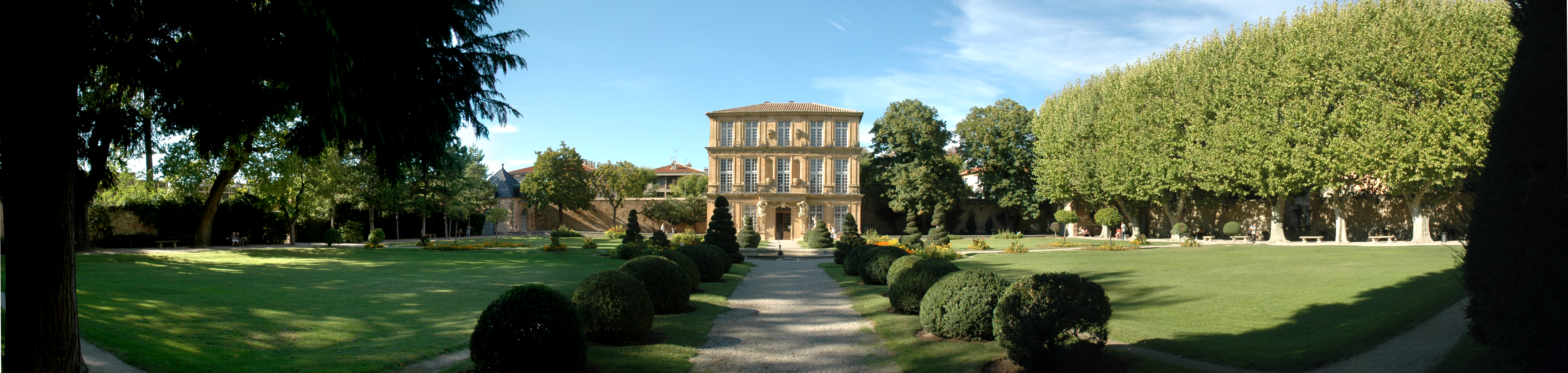
旺多姆亭楼

## 历史
它由建筑师皮埃尔·帕维永（1612-1670）建于1665年至1667年。
它由路易二世·德·波旁-旺多姆（1612-1669年）委托修建，安置他的情人柳克丽丝.德.福尔班-索列斯，又名美人卡奈（la Belle du Canet）。 1669年8月6日他在这所房子里去世。
后来，它归画家让-巴蒂斯特·范·卢（1684-1745年）所有，他在那里有一个工作室。后来，艾克斯科学、农业、艺术和文学学院（Académie des Sciences, Agriculture, Arts et Belles Lettres d'Aix）的校长巴特莱米-路易斯·雷布尔购买了该楼。
1789年法国大革命之后，昂古莱姆主教若望-若瑟-伯多禄·吉古（Jean-Joseph-Pierre Guigou）购买该楼，把它变成一所天主教女子寄宿学校。
1906年，瑞士艺术收藏家、画家和诗人亨利·多布勒（1863-1941）购买。他死后捐赠给普罗旺斯地区艾克斯市。从那时起，它一直作为博物馆.，用于举办临时艺术展览。

## 保护
该建筑自1914年3月27日起，花园自1953年10月15日起，均列为法国历史遗迹。